# 大西街道
大西街道，曾是中华人民共和国辽宁省沈阳市沈河区下辖的一个乡镇级行政单位。2019年12月，撤销大西街道，管辖区域划入朱剪炉街道

## 行政区划
大西街道下辖以下地区：
。